# Blaine (Waszyngton)
Blaine – miasto w Stanach Zjednoczonych, w stanie Waszyngton, w hrabstwie Whatcom.